# イーストマン・ウインド・アンサンブル
イーストマン・ウインド・アンサンブル（Eastman Wind Ensemble）は、アメリカの吹奏楽団。

## 概要
フレデリック・フェネルの指導の下、吹奏楽の地位向上に寄与した。1950年代からのマーキュリー・レコードからの数多くの録音と演奏旅行で各国の演奏団体に影響を与えた。メンバーはイーストマン音楽学校の在学生とOB・OGを中心に構成されている。

## 歴史
- 1952年 フレデリック・フェネルによってイーストマン音楽学校内に設立。
- 1953年 初の演奏会開催、最初のレコードをリリース。
- 1961年 カーネギーホールで演奏。
- 1976年 初来日公演。
- 1987年 ウィントン・マルサリスのコルネット独奏をフィーチャーした "Carnaval" がグラミー賞にノミネート。

## 指揮者
- 1952年 フレデリック・フェネル (Frederick Fennell)
- 1962年 クライド・ローラー (A. Clyde Roller)
- 1965年 ドナルド・ハンスバーガー (Donald Hunsberger)
- 2002年 マーク・スキャッタデイ (Mark Scatterday)